# Chon Buri
Chon Buri (thai: ชลบุรี) är en thailändsk provins (changwat). Den ligger i den östra delen av Thailand. Provinsen hade år 2002 1 129 886 invånare på en areal av 4 363 km². Provinshuvudstaden är Chon Buri.

## Administrativ indelning
Provinsen är indelad 11 distrikt (amphoe). Distrikten är i sin tur indelade i 92 subdistrikt (tambon) och 691 byar (muban).